# Atletica leggera ai Giochi della XXIX Olimpiade - Maratona femminile

Video della gara

Ai Giochi della XXIX Olimpiade, tenutisi a Pechino nel 2008, la prova di maratona femminile si è corsa domenica, 17 agosto, con partenza alle 07:30 e arrivo nello Stadio Nazionale di Pechino.

## Presenze ed assenze delle campionesse in carica
| Competizione      | Atleta            | Prestazione | Pechino 2008 |
| ----------------- | ----------------- | ----------- | ------------ |
| Olimpiadi 2004    | Mizuki Noguchi    | 2h26'20”    | Infortun.    |
| Commonwealth 2006 | Kerryn McCann     | 2h30'54”    | Non selez.   |
| Europei 2006      | Ulrike Maisch     | 2h30'01”    | Non selez.   |
| Asiatici 2006     | Zhou Chunxiu      | 2h27'03”    | Presente     |
| Panamericani 2007 | Mariela González  | 2h43'11”    | Assente      |
| Mondiali 2007     | Catherine Ndereba | 2h30'37”    | Presente     |

## La gara
Per tutta la prima metà gara il gruppo è compatto. Nessun tentativo di fuga. Poco prima del 21º km Constantina Diță (Romania) prende il comando; passa a metà gara in 1h15'11", con un vantaggio di 7 secondi sul gruppo. Le favorite non credono nelle sue possibilità di mantenere il ritmo e la lasciano sola, pensando che, senza ricambi, finisca sopraffatta dalla fatica. Invece la rumena corre la seconda metà del percorso in un ottimo 1h11'33", tutto in solitaria. Al 30º km il vantaggio è salito a 57 secondi, al 35° è già oltre il minuto e dieci, per scendere a 60" al 40º km. Seguono due cinesi (Zhou e Zhu) e la keniota Ndereba.
Quando le avversarie si rendono conto di aver sbagliato previsione è ormai troppo tardi.
Catherine Ndereba, quarta, cerca di ricucire lo svantaggio coprendo gli ultimi 2.195 metri in 6'58" (contro i 7'37" della capolista), ma ormai l'oro della rumena è in cassaforte. La keniota raggiunge comunque le due cinesi e sprinta con la Zhou per il secondo posto, prevalendo per un solo secondo. Per la keniota è il secondo argento olimpico consecutivo.
È stata la maratona mondiale più veloce: ben 36 atlete hanno concluso la gara in meno di 2h35' e 55 sotto le 2h40' (record precedente: 33 e 47 ai mondiali 2003). All'età di 38 anni, la Dita è la più matura vincitrice della maratona olimpica.
Non hanno concluso la gara alcune atlete date tra le favorite alla vigilia: Gete Wami e Berhane Adere.

### Ordine d'arrivo
| Pos.    | Paese                | Atleta                   | Tempo      |
| ------- | -------------------- | ------------------------ | ---------- |
| Oro     | Romania              | Constantina Tomescu      | 2 h 26' 44 |
| Argento | Kenya                | Catherine Ndereba        | 2 h 27' 06 |
| Bronzo  | Cina                 | Zhou Chunxiu             | 2 h 27' 07 |
| 4       | Cina                 | Zhu Xiaolin              | 2 h 27' 16 |
| 5       | Kenya                | Martha Komu              | 2 h 27' 23 |
| 6       | Regno Unito          | Mara Yamauchi            | 2 h 27' 29 |
| 7       | Russia               | Irina Timofeyeva         | 2 h 27' 31 |
| 8       | Romania              | Lidia Simon              | 2 h 27' 51 |
| 9       | Algeria              | Souad Aït Salem          | 2 h 28' 29 |
| 10      | Kenya                | Salina Jebet Kosgei      | 2 h 29' 28 |
| 11      | Lituania             | Živilė Balčiūnaitė       | 2 h 29' 33 |
| 12      | Corea del Nord       | Kim Kum-ok               | 2 h 30' 01 |
| 13      | Giappone             | Yurika Nakamura          | 2 h 30' 19 |
| 14      | Italia               | Anna Incerti             | 2 h 30' 55 |
| 15      | Etiopia              | Dire Tune                | 2 h 31' 16 |
| 16      | Nuova Zelanda        | Nina Rillstone           | 2 h 31' 16 |
| 17      | Italia               | Bruna Genovese           | 2 h 31' 31 |
| 18      | Romania              | Luminita Talpos          | 2 h 31' 41 |
| 19      | Messico              | Madaí Pérez              | 2 h 31' 47 |
| 20      | Francia              | Christelle Daunay        | 2 h 31' 48 |
| 21      | Australia            | Benita Johnson           | 2 h 32' 06 |
| 22      | Russia               | Svetlana Zakharova       | 2 h 32' 16 |
| 23      | Regno Unito          | Paula Radcliffe          | 2 h 32' 38 |
| 24      | Polonia              | Monika Drybulska         | 2 h 32' 39 |
| 25      | Corea del Sud        | Lee Eun-jung             | 2 h 33' 07 |
| 26      | Regno Unito          | Liz Yelling              | 2 h 33' 12 |
| 27      | Stati Uniti          | Blake Russell            | 2 h 33' 13 |
| 28      | Namibia              | Beata Naigambo           | 2 h 33' 29 |
| 29      | Italia               | Vincenza Sicari          | 2 h 33' 31 |
| 30      | Polonia              | Dorota Gruca             | 2 h 33' 32 |
| 31      | Ucraina              | Tetyana Filonyuk         | 2 h 33' 35 |
| 32      | Portogallo           | Marisa Barros            | 2 h 34' 08 |
| 33      | Australia            | Lisa Jane Weightman      | 2 h 34' 16 |
| 34      | Norvegia             | Kirsten Melkevik Otterbu | 2 h 34' 35 |
| 35      | Nuova Zelanda        | Liza Hunter-Galvan       | 2 h 34' 51 |
| 36      | Corea del Nord       | Jong Yong-Ok             | 2 h 34' 52 |
| 37      | Lituania             | Rasa Drazdauskaité       | 2 h 35' 09 |
| 38      | Germania             | Melanie Kraus            | 2 h 35' 17 |
| 39      | Perù                 | María Portillo           | 2 h 35' 19 |
| 40      | Namibia              | Helalia Johannes         | 2 h 35' 22 |
| 41      | Cina                 | Zhang Shujing            | 2 h 35' 35 |
| 42      | Bosnia ed Erzegovina | Lucia Kimani             | 2 h 35' 47 |
| 43      | Ecuador              | Sandra Ruales            | 2 h 35' 53 |
| 44      | Australia            | Kate Smyth               | 2 h 36' 10 |
| 45      | Spagna               | Yesenia Centeno          | 2 h 36' 25 |
| 46      | Portogallo           | Ana Dias                 | 2 h 36' 25 |
| 47      | Eritrea              | Nebiat Habtemariam       | 2 h 37' 03 |
| 48      | Corea del Nord       | Jo Bun-Hui               | 2 h 37' 04 |
| 49      | Zimbabwe             | Tabitha Tsatsa           | 2 h 37' 10 |
| 50      | Turchia              | Bahar Dogan              | 2 h 37' 12 |
| 51      | Brasile              | Marily dos Santos        | 2 h 38' 10 |
| 52      | Germania             | Susanne Hahn             | 2 h 38' 31 |
| 53      | Corea del Sud        | Chae Eun-hee             | 2 h 38' 52 |
| 54      | Spagna               | Alessandra Aguilar       | 2 h 39' 29 |
| 55      | Messico              | Patricia Rétiz           | 2 h 39' 34 |
| 56      | Corea del Sud        | Lee Sun-young            | 2 h 43' 23 |
| 57      | Austria              | Eva-Maria Gradwohl       | 2 h 44' 24 |
| 58      | Kirghizistan         | Yuliya Arzipova          | 2 h 44' 41 |
| 59      | Bolivia              | Sonia Calizaya           | 2 h 45' 53 |
| 60      | Grecia               | Eléni Dónta              | 2 h 46' 44 |
| 61      | Messico              | Karina Pérez             | 2 h 47' 02 |
| 62      | Colombia             | Bertha Sánchez           | 2 h 47' 02 |
| 63      | Irlanda              | Pauline Curley           | 2 h 47' 16 |
| 64      | Spagna               | Maria José Pueyo         | 2 h 48' 01 |
| 65      | Ungheria             | Petra Teveli             | 2 h 48' 32 |
| 66      | Ruanda               | Epiphanie Nyirabarame    | 2 h 49' 32 |
| 67      | Slovacchia           | Zuzana Šaríková          | 2 h 49' 39 |
| 68      | Costa Rica           | Gabriela Traña           | 2 h 53' 45 |
| 69      | Ucraina              | Oksana Sklyarenko        | 2 h 55' 39 |
|         | Lesotho              | Mamorallo Tjoka          | Rit.       |
|         | Stati Uniti          | Magdalena Lewy-Boulet    | Rit.       |
|         | Moldavia             | Valentina Delion         | Rit.       |
|         | Stati Uniti          | Deena Kastor             | Rit.       |
|         | Serbia               | Olivera Jevtic           | Rit.       |
|         | Etiopia              | Gete Wami                | Rit.       |
|         | Etiopia              | Berhane Adere            | Rit.       |
|         | Ungheria             | Beáta Rakonczai          | Rit.       |
|         | Giappone             | Reiko Tosa               | Rit.       |
|         | Russia               | Galina Bogomolova        | Rit.       |
|         | Portogallo           | Inês Monteiro            | Rit.       |
|         | Timor Est            | Mariana Dias Ximenes     | Rit.       |
|         | Bahrein              | Nadia Ejjafini           | NP         |